# Mauerbach
Mauerbach – gmina targowa w Austrii, w kraju związkowym Dolna Austria, w powiecie St. Pölten-Land. Według Austriackiego Urzędu Statystycznego liczyła 3 675 mieszkańców (1 stycznia 2014). Do 31 grudnia 2016 należała do powiatu Wien-Umgebung.